# Villars-lès-Blamont
Pour les articles homonymes, voir Villars.
Villars-lès-Blamont est une commune française située dans le département du Doubs, la région culturelle et historique de Franche-Comté et la région administrative Bourgogne-Franche-Comté.

## Géographie
Villars-lès-Blamont est un village frontalier, limitrophe de la Suisse : il est situé entre Damvant (Suisse) et Pierrefontaine-lès-Blamont, sur le plateau de Blamont (France).

### Toponymie
Vilers en 1147, 1150 ; Villers sous ou devant Blamont en 122, 1283 ; Villers en 1313, 1316, 1339, 1343, 1347 ; Vellar devant Blammont en 1385 ; Veler dessoubz Blamont en 1404 ; Veler devant Blamont en 1407 ;  Veler sous Lomont au XVe siècle ; Villers doiz Blammont au XVIe siècle ; Villers-lès-Blamont au XVIIIe siècle.

### Climat
Pour des articles plus généraux, voir Climat de la Bourgogne-Franche-Comté et Climat du Doubs.
En 2010, le climat de la commune est de type climat de montagne, selon une étude du Centre national de la recherche scientifique s'appuyant sur une série de données couvrant la période 1971-2000. En 2020, Météo-France publie une typologie des climats de la France métropolitaine dans laquelle la commune est exposée à un climat de montagne ou de marges de montagne et est dans la région climatique  Jura, caractérisée par une forte pluviométrie en toutes saisons (1 000 à 1 500 mm/an), des hivers rigoureux et un ensoleillement médiocre. 
Pour la période 1971-2000, la température annuelle moyenne est de 8,6 °C, avec une amplitude thermique annuelle de 17 °C. Le cumul annuel moyen de précipitations est de 1 313 mm, avec 12,7 jours de précipitations en janvier et 11,4 jours en juillet. Pour la période 1991-2020, la température moyenne annuelle observée sur la station météorologique de Météo-France la plus proche, « Saint-Dizier-L'eveque_sapc », sur la commune de Saint-Dizier-l'Évêque à 13 km à vol d'oiseau, est de 10,1 °C et le cumul annuel moyen de précipitations est de 1 099,4 mm. 
La température maximale relevée sur cette station est de 37 °C, atteinte le 13 août 2003 ; la température minimale est de −17,4 °C, atteinte le 20 décembre 2009,,. 
Les paramètres climatiques de la commune ont été estimés pour le milieu du siècle (2041-2070) selon différents scénarios d'émission de gaz à effet de serre à partir des nouvelles projections climatiques de référence DRIAS-2020. Ils sont consultables sur un site dédié publié par Météo-France en novembre 2022.

## Urbanisme

### Typologie
Au 1er janvier 2024, Villars-lès-Blamont est catégorisée bourg rural, selon la nouvelle grille communale de densité à 7 niveaux définie par l'Insee en 2022.
Elle est située hors unité urbaine. Par ailleurs la commune fait partie de l'aire d'attraction de Montbéliard, dont elle est une commune de la couronne,. Cette aire, qui regroupe 137 communes, est catégorisée dans les aires de 50 000 à moins de 200 000 habitants,.

### Occupation des sols
L'occupation des sols de la commune, telle qu'elle ressort de la base de données européenne d’occupation biophysique des sols Corine Land Cover (CLC), est marquée par l'importance des forêts et milieux semi-naturels (50,2 % en 2018), une proportion sensiblement équivalente à celle de 1990 (50,1 %). La répartition détaillée en 2018 est la suivante : 
forêts (50,2 %), prairies (17,5 %), terres arables (14,1 %), zones agricoles hétérogènes (13,2 %), zones urbanisées (5 %). L'évolution de l’occupation des sols de la commune et de ses infrastructures peut être observée sur les différentes représentations cartographiques du territoire : la carte de Cassini (XVIIIe siècle), la carte d'état-major (1820-1866) et les cartes ou photos aériennes de l'IGN pour la période actuelle (1950 à aujourd'hui).

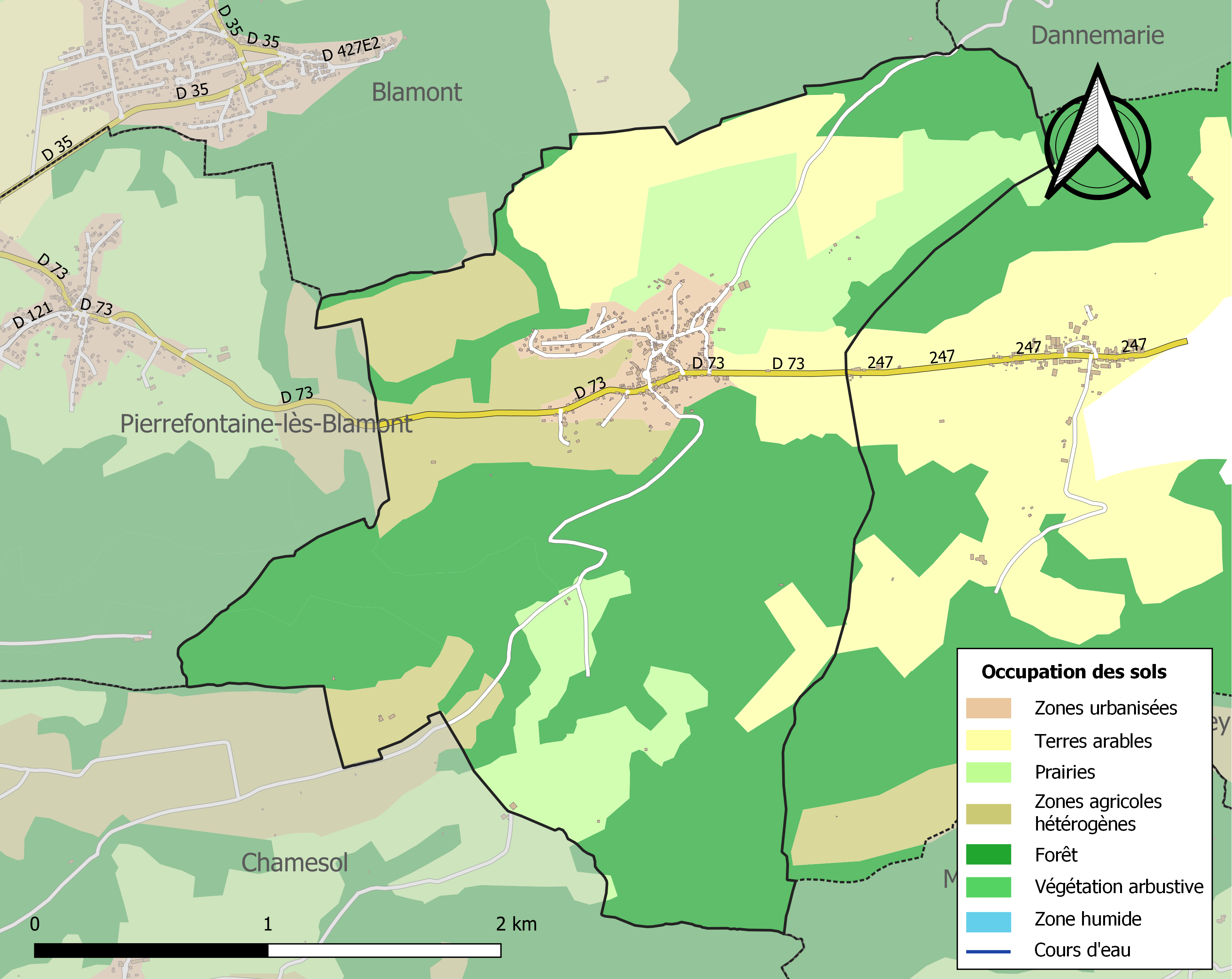
Carte des infrastructures et de l'occupation des sols de la commune en 2018 (CLC).

## Lieux et monuments

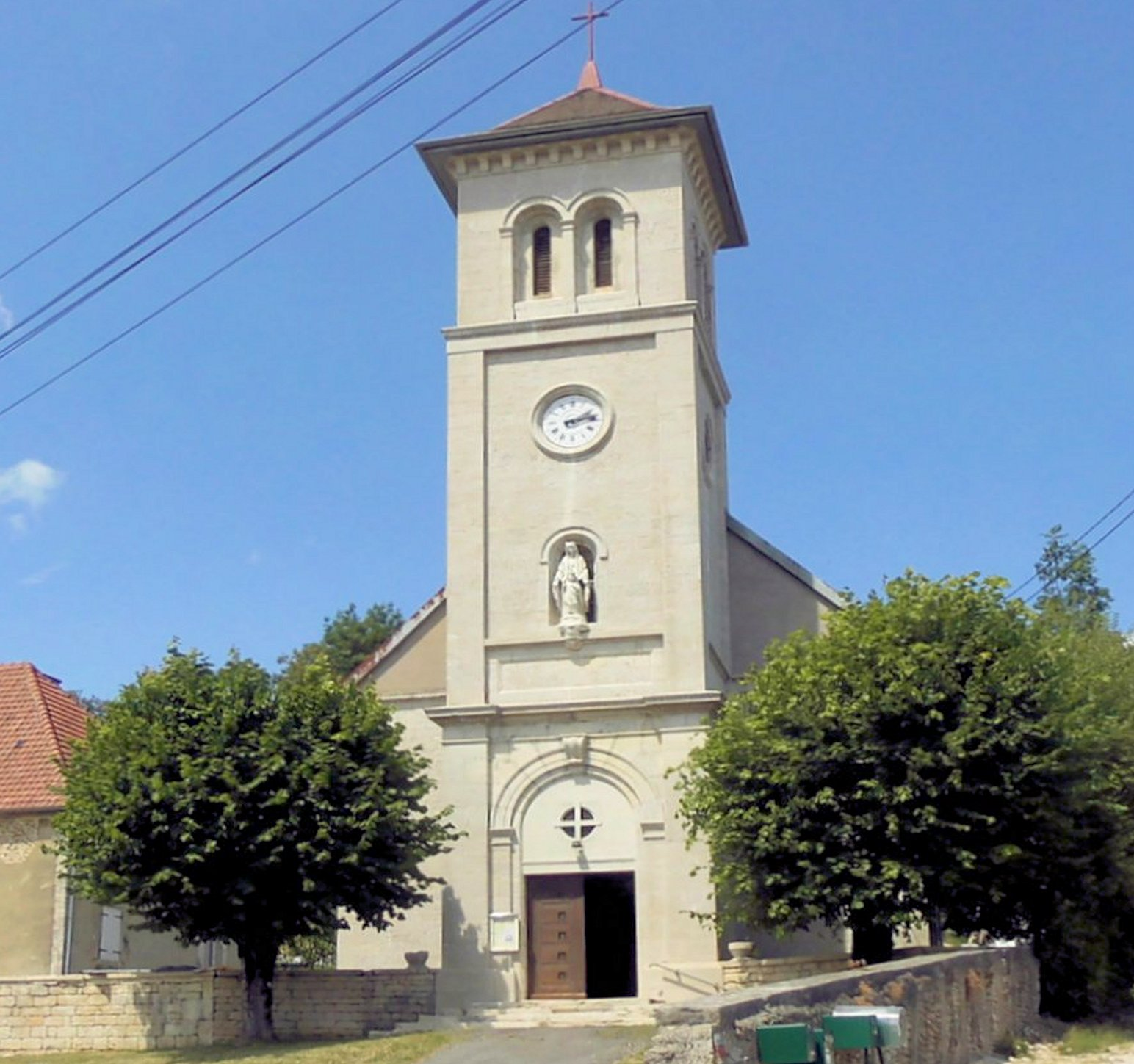
L'église Saint-Mamès.

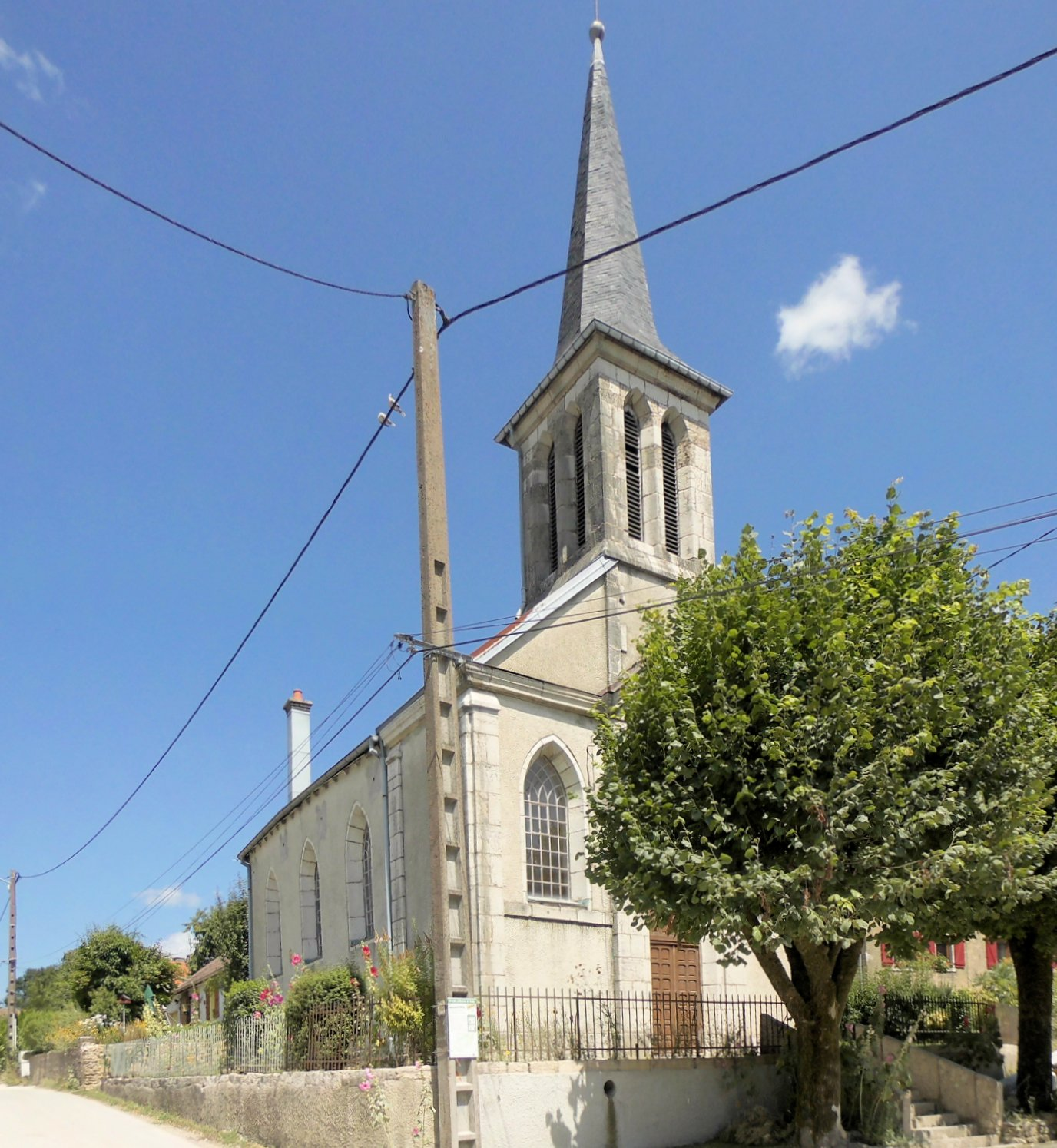
Le temple protestant.

## Histoire

### Héraldique
| Blason | Blasonnement : D'azur à la fontaine d'argent. |

## Politique et administration

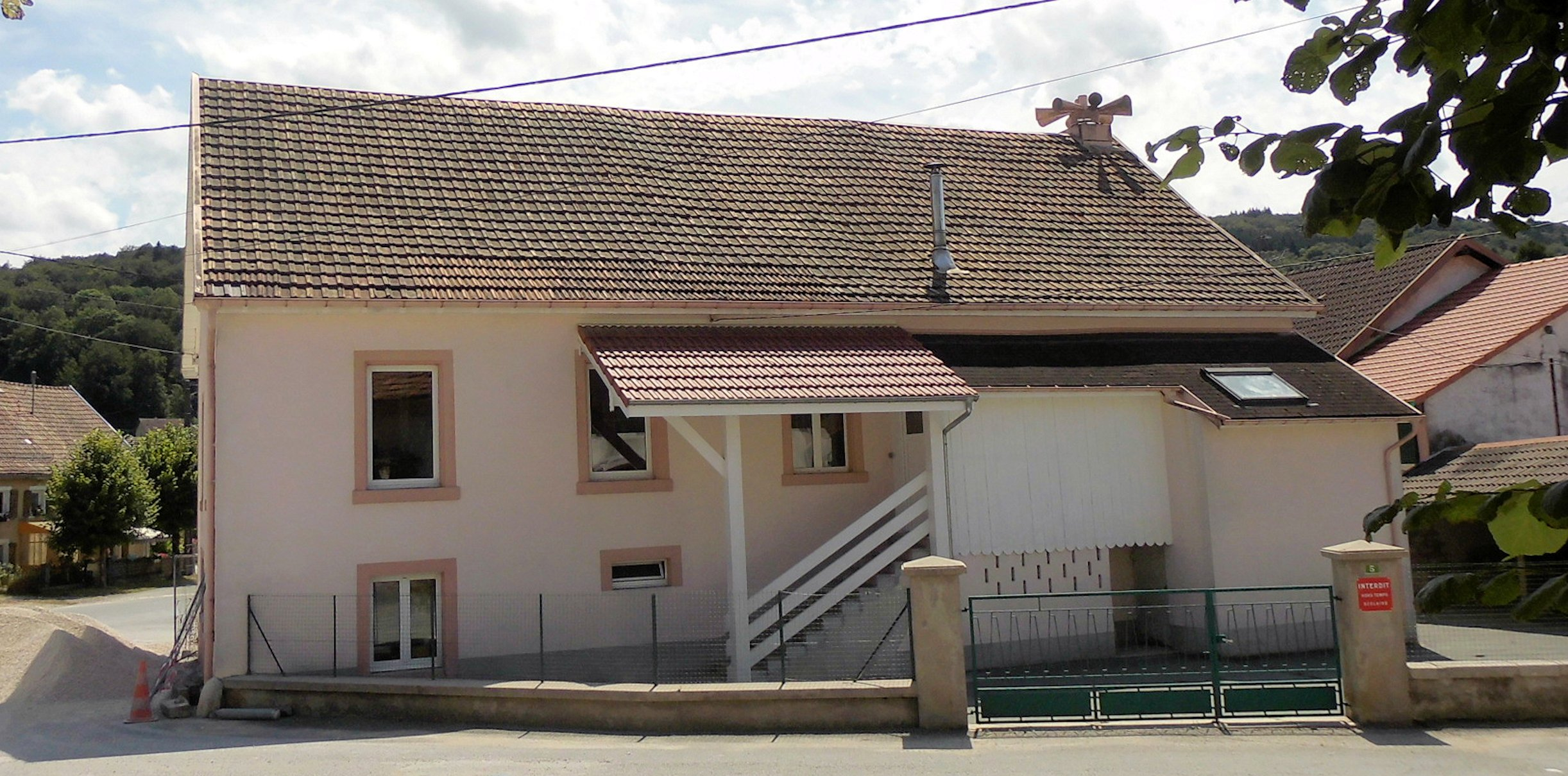
La mairie.

| Période                                  | Période  | Identité              | Étiquette | Qualité                    |
| ---------------------------------------- | -------- | --------------------- | --------- | -------------------------- |
| 1959                                     | 1989     | Joseph Poupenez       |           |                            |
| 2001                                     | 2008     | Pierre Corbat         | SE        |                            |
| 2008                                     | En cours | Jean-Pierre Brandelet | DVD       | Retraité de l'enseignement |
| Les données manquantes sont à compléter. |          |                       |           |                            |

## Démographie
L'évolution du nombre d'habitants est connue à travers les recensements de la population effectués dans la commune depuis 1793. Pour les communes de moins de 10 000 habitants, une enquête de recensement portant sur toute la population est réalisée tous les cinq ans, les populations de référence des années intermédiaires étant quant à elles estimées par interpolation ou extrapolation. Pour la commune, le premier recensement exhaustif entrant dans le cadre du nouveau dispositif a été réalisé en 2006.

En 2022, la commune comptait 467 habitants, en évolution de +4,24 % par rapport à 2016 (Doubs : +1,88 %, France hors Mayotte : +2,11 %).
| 1793 | 1800 | 1806 | 1821 | 1831 | 1836 | 1841 | 1846 | 1851 |
| ---- | ---- | ---- | ---- | ---- | ---- | ---- | ---- | ---- |
| 352  | 346  | 393  | 452  | 487  | 574  | 592  | 577  | 586  |

| 1856 | 1861 | 1866 | 1872 | 1876 | 1881 | 1886 | 1891 | 1896 |
| ---- | ---- | ---- | ---- | ---- | ---- | ---- | ---- | ---- |
| 541  | 580  | 551  | 499  | 534  | 526  | 544  | 527  | 507  |

| 1901 | 1906 | 1911 | 1921 | 1926 | 1931 | 1936 | 1946 | 1954 |
| ---- | ---- | ---- | ---- | ---- | ---- | ---- | ---- | ---- |
| 510  | 430  | 400  | 345  | 362  | 321  | 327  | 353  | 315  |

| 1962 | 1968 | 1975 | 1982 | 1990 | 1999 | 2006 | 2011 | 2016 |
| ---- | ---- | ---- | ---- | ---- | ---- | ---- | ---- | ---- |
| 378  | 345  | 363  | 368  | 366  | 392  | 426  | 441  | 448  |

| 2021 | 2022 | - | - | - | - | - | - | - |
| ---- | ---- | - | - | - | - | - | - | - |
| 458  | 467  | - | - | - | - | - | - | - |

## Personnalités liées à la commune
- Maria Corbat, Juste parmi les nations.
- Victor Harnisch, chef du 3e bataillon du régiment du Lomont dit « bataillon de Villars » qui libéra le village de l’occupation allemande en août 1944.